# موسى أوستين
موسى أوستين (بالإنجليزية: Moses Austin) هو رائد أعمال أمريكي، ولد في 4 أكتوبر 1761 في دورهام في الولايات المتحدة، وتوفي في 10 يونيو 1821 في هيركيولانوم في الولايات المتحدة بسبب ذات الرئة.